# Національні музеї Кенії
1°16′26″ пд. ш. 36°48′54″ сх. д. / 1.27388889° пд. ш. 36.815° сх. д.
Національні музеї Кенії (англ. National Museums of Kenya) засновані на базі Національного музею Кенії в 2006 році як державна установа Кенії, покликана збирати, зберігати, досліджувати і експонувати історичну і сучасну культурну і природну спадщину Кенії.

## Музеї
У складі Національних музеїв Кенії працює кілька музеїв, серед яких:
- Національний музей у Найробі
- Парк змій в Найробі
- Галерея Найробі
- Музей Карен Бліксен
- Форт Ісус
- музей Ламу
- Олорджесейлі
- музей Малінді
- музей Кісуму
- музей Кітале
- музей пустелі
- музей Геде
- Каріандусі
- музей Капенгурія
- музей Меру
- Музей Хайракс Хілл
- музей Кабарне
- музей Нарок
- музей Рабаї
- музей Ваджір
- музей Тамбач
- музей Ньєрі